# Ests scheepvaartmuseum
Het Ests scheepvaartmuseum (in het Ests: Eesti Meremuuseum) is een organisatie in Estland die verschillende scheepvaartmusea in Tallinn beheert.

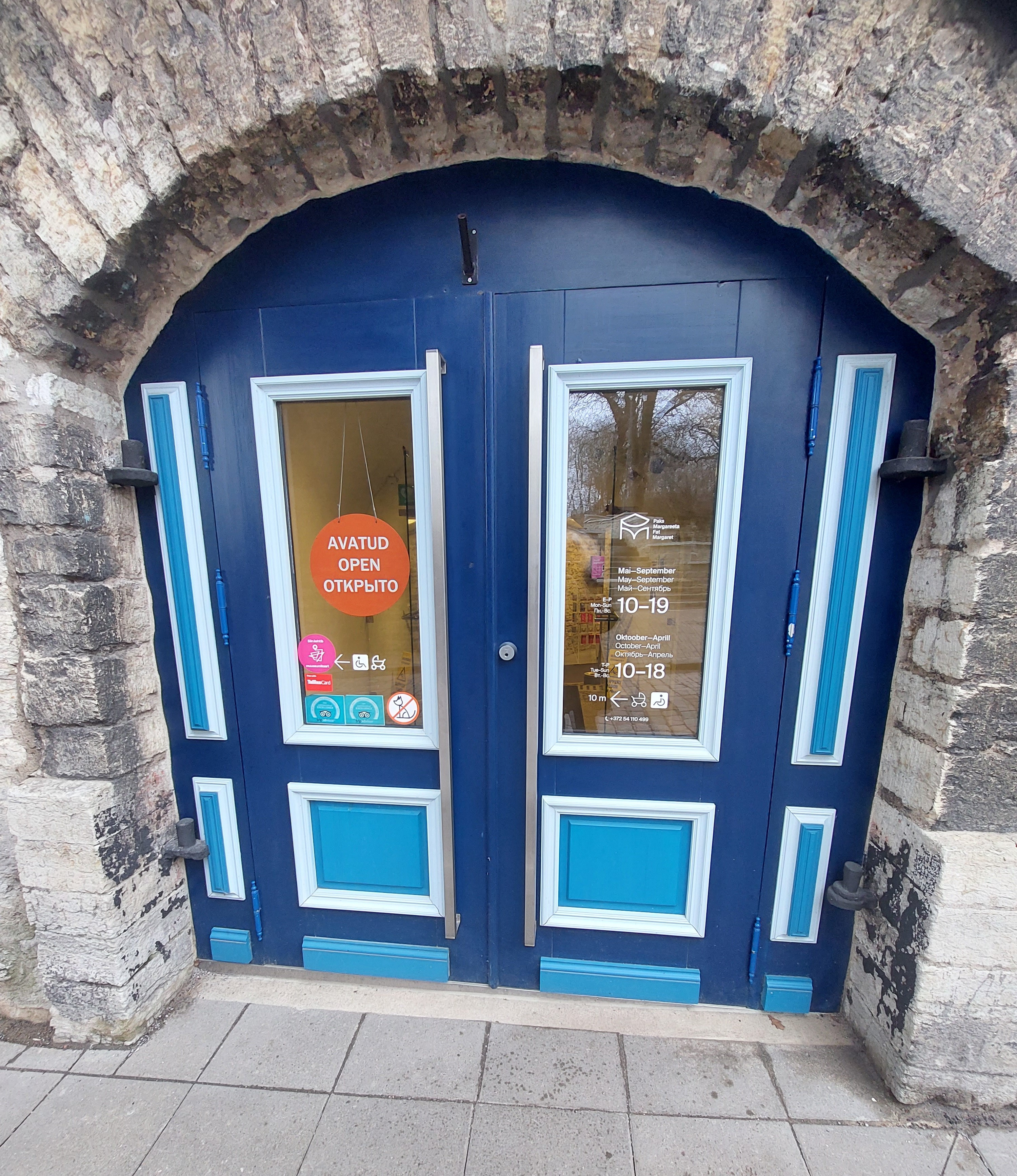
Ingang van het museum in de Dikke Margareta

## Musea
- Dikke Margareta - Gevestigd in een toren van de stadsmuur. Het is de hoofdlocatie van het museum en laat de maritieme geschiedenis van Estland zien.
- Lennusadam - Gevestigd in een oude watervliegtuigloods. Het is de afdeling van het museum waar de museumschepen liggen.